# Callispa ianthorufa
Callispa ianthorufa es un coleóptero de la familia Chrysomelidae.
Fue descrita científicamente por primera vez en 2007 por Schöller.